# Spider-Man 2 (игра, 2004)
Spider-Man 2 (с англ. — «Человек-паук 2») — компьютерная игра в жанре экшен, созданная по мотивам фильма «Человек-паук 2» 2004 года, ставшего второй частью трилогии Сэма Рэйми.
Игра была разработана компанией Treyarch и выпущена Activision в 2004 году на следующих игровых платформах: PlayStation 2, Xbox, GameCube, PC и PlayStation Portable.
Является второй частью в серии игр: Spider-Man (2002) — Spider-Man 2 (2004) — Spider-Man 3 (2007), основанной на кинотрилогии про Человека-паука Сэма Рэйми.
При озвучивании главных персонажей игры — Питера Паркера (Человека-паука), Мэри Джейн Уотсон и Отто Октавиуса (Доктора Осьминога), принимали участие исполнители их ролей в фильме Сэма Рэйми — Тоби Магуайр, Кирстен Данст и Альфред Молина.

## Игровой процесс
В ходе игры главный герой — нью-йоркский супергерой Человек-Паук сражается с преступником Отто Октавиусом.
Большинство игровых механик для версии на PSP взято из Spider-Man: The Movie Game.
Игроки могут повторить многие «фирменные» приёмы Человека-Паука и использовать много навыков, замеченных в фильме. Вот эти навыки:
- Бег по стене: Человек-Паук может бегать по стене.
- Паучьи сенсоры: Сенсоры помогают герою в случае опасности. Когда сенсоры активизированы, остальная часть игрового мира замедляется, предоставляя герою больше скорости и проворства, чтобы прятаться и нападать.
- Радар — карта увеличения масштаба изображения. Она обеспечивает нисходящее представление города, сосредоточенного на Человеке-Пауке.

В игре задействована удобная система управления point-n-click.

### Версия для персональных компьютеров
Версия игры для Windows и Mac не является портированием и представляют собой совершенно иную игру. Активные действия, такие как атака паутиной, удар или раскачивание на паутине делается с помощью компьютерной мыши, когда передвижение контролируется клавиатурой.

## Сюжет
В Нью-Йорке объявился новый злодей — доктор Отто Октавиус, называющий себя Доктором Осьминогом. Он имплантировал в своё тело четыре механических щупальца, чтобы иметь возможность контакта с солнечной энергией.
Сюжет игры для ПК сильно отличается от основных версий консоли. Сначала он начинается с короткого ролика из основной игровой консоли, в которой рассказывается о том, как доктор Отто Октавиус стал Доктором Осьминогом из-за эксперимента по реакции синтеза. Затем версия ПК расходится с консольными версиями с помощью учебника (рассказчик Брюс Кэмпбелл), рассказывая игроку, как играть Человеком-пауком (то есть размахивание паутины, сканирование стены, борьба и т. д.).
Там же (в Нью-Йорке) Доктор Октавиус со своими помощниками оглушают охранников и освобождают нескольких пленников, включая суперзлодея — Носорога. Человек-Паук заманивает злодея в энергетическую клетку, поставленную городской полицией и уже внутри между Пауком и Носорогом происходит схватка. Носорог всё же разрывает клетку, в ярости убегает, но врезается в столб, который падает на бензоколонку.
Но злобный доктор и его банда устраивают ограбление. Бандиты берут заложников, в их числе и тётушка Мэй, а Осьминог укрывается в подземном хранилище драгоценных металлов. Человек-Паук добирается до Октавиуса и побеждает его.
Машину похитил известный злодей Пума. После долгой погони по городу, сражений на улицах и стройке, Человек-Паук побеждает Пуму и оставляет его висеть, подобно добыче паука.
Оказалось, что Осьминог привлёк к этому делу Носорога, и Паук вновь сражается с ним в крио-камере, где Человек-Паук замораживает Носорога.
После боя Нью-Йорк превратился в скопище летающих островов-небоскрёбов — это проделки Мистерио. Злодей расставил по всему Манхеттену генераторы иллюзий, превратившие город в развалины. Человек-Паук разобрался с иллюзией, разрушил генераторы и поспешил сразиться с Мистерио. Злодей не терял времени и построил гигантскую машину. После победы над Мистерио Паук узнаёт, что доктор Осьминог угнал поезд и направился на свою базу, где строит аппарат, решив повторить свой эксперимент.
Паук уничтожает охрану базы, пробирается в логово Дока Ока. Он спасает Мэри Джейн и вступает в бой с Доктором Осьминогом. После победы над Осьминогом и спасения Мэри Джейн, доктор решает исправиться и спасает город ценой своей жизни.

## Отзывы и критика
| Сводный рейтинг           | Сводный рейтинг     | Сводный рейтинг | Сводный рейтинг | Сводный рейтинг | Сводный рейтинг | Сводный рейтинг | Сводный рейтинг | Сводный рейтинг     |
| Издание                   | Оценка              | Оценка          | Оценка          | Оценка          | Оценка          | Оценка          | Оценка          | Оценка              |
| Издание                   | DS                  | GBA             | GC              | N-Gage          | PC              | PS2             | PSP             | Xbox                |
| ------------------------- | ------------------- | --------------- | --------------- | --------------- | --------------- | --------------- | --------------- | ------------------- |
| GameRankings              | 64,00 %             | 60,40 %         | 80,20 %         | 55,57 %         | 43,54 %         | 80,97 %         | 66,18 %         | 83,54 %             |
| Metacritic                | 61/100              | 65/100          | 80/100          | 61/100          | 42/100          | 80/100          | 67/100          | 83/100              |
| Иноязычные издания        |                     |                 |                 |                 |                 |                 |                 |                     |
| Издание                   | Оценка              | Оценка          | Оценка          | Оценка          | Оценка          | Оценка          | Оценка          | Оценка              |
| Издание                   | DS                  | GBA             | GC              | N-Gage          | PC              | PS2             | PSP             | Xbox                |
| 1UP.com                   | C+ (1UP) 3/10 (GMR) | N/A             | A−              | N/A             | N/A             | A−              | B−              | A− (1UP) 7/10 (XBN) |
| ActionTrip                | N/A                 | N/A             | N/A             | N/A             | 4,2/10          | N/A             | N/A             | 7,9/10              |
| CVG                       | N/A                 | N/A             | N/A             | N/A             | N/A             | N/A             | 7/10            | N/A                 |
| Edge                      | N/A                 | N/A             | 6/10            | N/A             | N/A             | 6/10            | N/A             | 6/10                |
| EGM                       | 4,83/10             | N/A             | 7/10            | N/A             | N/A             | 7/10            | 6,33/10         | 7/10                |
| Eurogamer                 | N/A                 | N/A             | N/A             | N/A             | N/A             | N/A             | 5/10            | 7/10                |
| Game Informer             | 6/10                | 7/10            | 8/10            | 6,75/10         | N/A             | 8/10            | 7,25/10         | 8/10                |
| GamePro                   | [ 38 ]              | [ 39 ]          | N/A             | N/A             | N/A             | [ 40 ]          | [ 41 ]          | [ 40 ]              |
| GameRevolution            | D+                  | N/A             | A−              | N/A             | N/A             | A−              | C−              | B+                  |
| GameSpot                  | 6/10                | 7,3/10          | 7,2/10          | 5,2/10          | 5/10            | 7,2/10          | 6,9/10          | 7,2/10              |
| GameSpy                   | [ 52 ]              | N/A             | [ 53 ]          | [ 54 ]          | [ 55 ]          | [ 53 ]          | [ 56 ]          | [ 53 ]              |
| GameZone                  | N/A                 | N/A             | 8/10            | 5/10            | N/A             | 9,2/10          | 9/10            | 9/10                |
| IGN                       | 7,5/10              | 6,5/10          | 8,8/10          | 7,1/10          | 4,5/10          | 8,8/10          | 7/10            | 9/10                |
| Nintendo Power            | 3,5/5               | 3,4/5           | 3,8/5           | N/A             | N/A             | N/A             | N/A             | N/A                 |
| Nintendo World Report     | 6/10                | 3,5/10          | 7,5/10          | N/A             | N/A             | N/A             | N/A             | N/A                 |
| OPM                       | N/A                 | N/A             | N/A             | N/A             | N/A             | [ 75 ]          | [ 76 ]          | N/A                 |
| OXM                       | N/A                 | N/A             | N/A             | N/A             | N/A             | N/A             | N/A             | 8,6/10              |
| PALGN                     | 6/10                | N/A             | N/A             | N/A             | N/A             | N/A             | 7/10            | 8/10                |
| PC Gamer (US)             | N/A                 | N/A             | N/A             | N/A             | 25 %            | N/A             | N/A             | N/A                 |
| PC Zone                   | N/A                 | N/A             | N/A             | N/A             | 4,6/10          | N/A             | N/A             | N/A                 |
| TeamXbox                  | N/A                 | N/A             | N/A             | N/A             | N/A             | N/A             | N/A             | 8,9/10              |
| VideoGamer                | N/A                 | N/A             | 6/10            | N/A             | N/A             | 6/10            | N/A             | 6/10                |
| X-Play                    | [ 85 ]              | N/A             | N/A             | N/A             | N/A             | N/A             | N/A             | [ 86 ]              |
| GamesTM                   | 4/10                | N/A             | 6/10            | N/A             | N/A             | 6/10            | N/A             | 6/10                |
| NGC Magazine              | 3/5                 | 41 %            | 84 %            | N/A             | N/A             | N/A             | N/A             | N/A                 |
| Official Xbox Magazine UK | N/A                 | N/A             | N/A             | N/A             | N/A             | N/A             | N/A             | 8,6/10              |
| PlayStation Magazine      | N/A                 | N/A             | N/A             | N/A             | N/A             | 8/10            | 7/10            | N/A                 |
| PlayStation 3 Magazine    | N/A                 | N/A             | N/A             | N/A             | N/A             | 92 %            | 50 %            | N/A                 |

В целом, игра была хорошо принята. Оценки варьировались в зависимости от самой платформы. Большинство негативных отзывов было сосредоточено на версии для персональных компьютеров, так как она сильно отличалась от версий для игровых приставок, упрощая весь геймплей в целом.